# ¿A dónde vamos?
¿A dónde vamos? es el tercer álbum de estudio de la banda colombiana Morat, publicado el 16 de julio de 2021.
El álbum se caracteriza por el clásico estilo musical de la banda, entre pop, country, rock, balada romántica y urbano. Asimismo el 16 de julio de 2021, el álbum fue presentado junto con el sencillo "Simplemente pasan" junto a la cantante chilena Cami. Cada canción del disco tiene su respectivo vídeo musical.
De este álbum, se desprenden algunos sencillos como: «A dónde vamos», «No hay más que hablar», «De cero» y «Bajo la mesa» entre otros. En este álbum, están incluidas las participaciones de Danna Paola, Sebastián Yatra, Cami y Andrés Cepeda.
A pesar de haberse visto afectada inicialmente por la Pandemia de COVID-19, misma que retrasó la gira "Galería Inesperada" que la agrupación había preparado para realizarse en el 2020, la producción de este nuevo álbum logró superar estas dificultades, siendo readaptado su concepto y el contenido en las canciones que formarían parte del mismo.

## Antecedentes y desarrollo
Luego de lanzar el 10 de mayo de 2019 la Edición Especial de su anterior trabajo Balas perdidas, los integrantes de Morat comenzaron a difundir adelantos de lo que sería un nuevo material de estudio, dando por concluida la promoción de su segundo álbum de estudio. El 1 de noviembre de 2019 y hacia el final de su Gira "Balas Perdidas", se publicó el sencillo "¿A dónde vamos?" en YouTube y plataformas digitales. Poco más de un mes después, la agrupación lanzaría el sencillo "Enamórate de alguien más" el 13 de diciembre del mismo año, dos días después, en el Wizink Center de Madrid cerrarían finalmente su gira "Balas Perdidas" ante más de quince mil espectadores, teniendo como invitados a artistas como Aitana en un evento que posteriormente fue publicado en formato DVD bajo el nombre "Balas Perdidas Tour" por medio de Amazon Prime Video.
Entrado el 2020, el 6 de marzo de 2020 publicaron el sencillo "No termino", poco tiempo después se daría a conocer la gira "Galería Inesperada", programada para realizarse en distintas ciudades de España durante la primavera y verano del mismo año. No obstante, la Pandemia de COVID-19 terminaría por retrasar dichos planes, siendo que Juan Pablo Villamil (integrante de la agrupación) terminaría por dar positivo en COVID-19, imposibilitando cualquier encuentro presencial entre los integrantes.
A pesar de esto, el 3 de abril de 2020 se publicaría el nuevo sencillo "Nunca te olvidé", cabe destacar que para este sencillo, y debido a la cuarentena por la Pandemia impuesta tanto en España como en Colombia, misma que imposibilitaba la grabación de un video musical por parte de los integrantes, la banda invitaría a sus fans a mandar videos caseros alusivos a las estrofas de la canción, siendo ensamblados para un video musical que se publicó posteriormente.
A lo largo del año se hicieron públicas declaraciones que indicaban que el nombre del nuevo disco sería "Galería Inesperada" y que su publicación sería a finales del mismo año; independientemente, se continuaron publicando demás sencillos, tales como "Bajo la Mesa", una colaboración con Sebastián Yatra cuyo video se encontraría con referencias a pinturas de arte de artistas como Leonardo da Vinci o Vincent van Gogh, o "Al aire", una canción dedicada principalmente a la radio. 
A principios del 2021 lanzarían sus sencillos "No hay más que hablar"  y "De Cero", la siguiente colaboración que publicaron sería "Idiota" con la cantante mexicana Danna Paola, este sería el último tema lanzado antes del estreno del nuevo disco.

## Lanzamiento
El 27 de junio de 2021, por medio de Instagram, Facebook y Twitter, Morat revelaría el nombre de su nuevo trabajo "¿A dónde vamos?", así como su portada y fecha y hora de estreno en plataformas digitales, posteriormente se haría pública la lista de canciones, que incluirían cuatro canciones inéditas, además de los sencillos lanzados desde noviembre de 2019. 
El quince de julio de 2021 en YouTube se estrenaría el sencillo "Simplemente pasan", una colaboración con Cami, a la par que se publicaba el nuevo disco en todas las plataformas digitales.
Para el 22 de julio, se presentó "Date la vuelta", y tanto en el aspecto musical como en el videoclip, fue interpretado sólo por Simón Vargas (miembro de la banda). Días después, se estrenó "Mi pesadilla" el cual, es interpretado sólo por Juan Pablo Isaza en compañía del también cantante colombiano Andrés Cepeda.

## Lista de canciones
| N.º | Título                               | Duración |  |
| 1.  | «A dónde vamos»                      | 3:24     |  |
| 2.  | «No termino»                         | 4:00     |  |
| 3.  | «En coma»                            | 3:23     |  |
| 4.  | «Al aire»                            | 2:49     |  |
| 5.  | «De cero»                            | 3:07     |  |
| 6.  | «Primeras veces»                     | 3:12     |  |
| 7.  | «No hay más que hablar»              | 3:31     |  |
| 8.  | «Enamórate de alguien más»           | 3:49     |  |
| 9.  | «Date la vuelta»                     | 3:17     |  |
| 10. | «Idiota» (con Danna Paola)           | 3:03     |  |
| 11. | «Bajo la mesa» (con Sebastián Yatra) | 2:37     |  |
| 12. | «Nunca te olvidé»                    | 3:32     |  |
| 13. | «Mi pesadilla» (con Andrés Cepeda)   | 3:25     |  |
| 14. | «Simplemente pasan» (con Cami)       | 3:01     |  |